# Kiniga
Kiniga är ett vattendrag i Burundi.   Det ligger i provinsen Gitega, i den centrala delen av landet, 60 kilometer öster om huvudstaden Bujumbura.
Omgivningarna runt Kiniga är en mosaik av jordbruksmark och naturlig växtlighet. Runt Kiniga är det tätbefolkat, med 459 invånare per kvadratkilometer.